# Campionat del Món de Trial 1978
La temporada de 1978 del Campionat del Món de trial fou la 4a edició d'aquest campionat, organitzat per la FIM. El calendari oficial constava de 12 proves puntuables, celebrades entre l'11 de febrer i el 24 de setembre. Yrjö Vesterinen va guanyar el seu tercer campionat consecutiu després de protagonitzar una llarga batalla pel títol amb els seus companys de l'equip oficial de Bultaco, Martin Lampkin i Bernie Schreiber. Vesterinen es va imposar per només 2 punts sobre Lampkin després d'aconseguir quatre victòries durant la temporada, mentre que Lampkin n'obtingué tres i Schreiber, en el seu segon any al mundial i a només 19 anys, unes altres quatre. L'americà va interrompre definitivament la ratxa de Vesterinen l'any següent. L'únic altre pilot a guanyar una prova durant la temporada va ser el suec Ulf Karlson (Montesa), que va guanyar justament a Suècia.
Malcolm Rathmell, tercer el 1977 amb Montesa, va acceptar a finals d'aquell any una oferta milionària de Suzuki; la temporada de 1978 va ser nefasta per a l'anglès, que va acabar el campionat en catorzè lloc final (el seu millor resultat va ser un setè lloc als Estats Units). D'altra banda, Mick Andrews, tretzè el 1977 amb Yamaha, va protagonitzar un sonat retorn a OSSA i va tornar a obtenir resultats destacats amb la TR verda, entre ells un tercer lloc al Trial de Sant Llorenç davant un públic enfervorit.
Per primera vegada en aquest campionat, tres catalans acabaven entre els deu millors a la classificació final: Toni Gorgot, que debutava aquell any al mundial a 19 anys, fou setè i obtingué un podi (tercer a Itàlia), Jaume Subirà fou novè i Manuel Soler, desè.

## Novetats
A banda dels canvis de marca de Rathmell i Andrews, durant la temporada n'hi hagué altres que van aixecar expectació. SWM debutava al campionat amb un equip format per Charles Coutard, Timo Ryysy i John Reynolds (els dos primers, procedents de Bultaco i Reynolds, d'OSSA). Tots tres van obtenir resultats discrets, tret d'un tercer lloc del finlandès Ryysy a Finlàndia. La primera SWM, equipada amb motor Rotax i anomenada Guanaco TL 320, havia estat desenvolupada a finals de 1977 per Sammy Miller.
A causa de l'entrada de Rathmell a Suzuki, l'antic pilot d'aquesta marca Nigel Birkett va passar a Montesa, sense gaire èxit. L'alemany Felix Krahnstöver va continuar desenvolupant el prototip de KTM en competició, sense puntuar, però, en cap prova tret d'Alemanya, on fou desè. KTM mai no va llançar al mercat cap model de trial.
Un altre canvi de marca aquell any va ser el de Nick Jefferies, que deixà Honda en fitxar per CCM com a pilot de proves per tal de desenvolupar el nou prototip de 400 cc de quatre temps del fabricant anglès, la CCM 350T.
En un altre ordre de coses, aquell 1978 es va produir un fet que a la llarga va fer evolucionar radicalment l'esport del trial: el 24 de gener es va celebrar al Palau dels Esports de Barcelona la primera prova internacional de trial indoor de la història, el I Trial Indoor Solo Moto. Aquesta nova modalitat arrelà ràpidament i a partir de 1993, la FIM va instaurar l'Indoor Grand Prix, antecedent de l'actual Campionat del Món de X-Trial.

## Sistema de puntuació
Barem de puntuació de 1969 a 1983:
| Posició | 1  | 2  | 3  | 4 | 5 | 6 | 7 | 8 | 9 | 10 |
| Punts   | 15 | 12 | 10 | 8 | 6 | 5 | 4 | 3 | 2 | 1  |

## Calendari
| Ronda | Data           | Prova          | Lloc                | Guanyador        |
| ----- | -------------- | -------------- | ------------------- | ---------------- |
| 1     | 11 de febrer   | Irlanda        | Newtownards         | Yrjö Vesterinen  |
| 2     | 18 de febrer   | Gran Bretanya  | Rhayader            | Yrjö Vesterinen  |
| 3     | 26 de febrer   | Bèlgica        | Bilstain            | Martin Lampkin   |
| 4     | 5 de març      | França         | Sommières           | Bernie Schreiber |
| 5     | 12 de març     | Espanya        | Matadepera          | Bernie Schreiber |
| 6     | 28 de maig     | Alemanya       | Gefrees             | Martin Lampkin   |
| 7     | 11 de juny     | Estats Units   | Roaring Branch      | Bernie Schreiber |
| 8     | 16 de juny     | Itàlia         | Pinerolo            | Bernie Schreiber |
| 9     | 23 de juliol   | Àustria        | Spital am Semmering | Yrjö Vesterinen  |
| 10    | 20 d'agost     | Suècia         | Mölndal             | Ulf Karlson      |
| 11    | 27 d'agost     | Finlàndia      | Ekenäs              | Yrjö Vesterinen  |
| 12    | 24 de setembre | Txecoslovàquia | Rícany              | Martin Lampkin   |

## Classificació final
| Posició | Pilot              | Motocicleta | Punts |
| ------- | ------------------ | ----------- | ----- |
| 1       | Yrjö Vesterinen    | Bultaco     | 128   |
| 2       | Martin Lampkin     | Bultaco     | 126   |
| 3       | Bernie Schreiber   | Bultaco     | 116   |
| 4       | Ulf Karlson        | Montesa     | 104   |
| 5       | Rob Shepherd       | Honda       | 63    |
| 6       | Mick Andrews       | OSSA        | 44    |
| 7       | Toni Gorgot        | Bultaco     | 29    |
| 8       | Jean Marie Lejeune | Montesa     | 25    |
| 9       | Jaume Subirà       | Montesa     | 25    |
| 10      | Manuel Soler       | Bultaco     | 22    |
|         |                    |             |       |
| 24      | Joaquim Abad       | OSSA        | 1     |

## Galeria

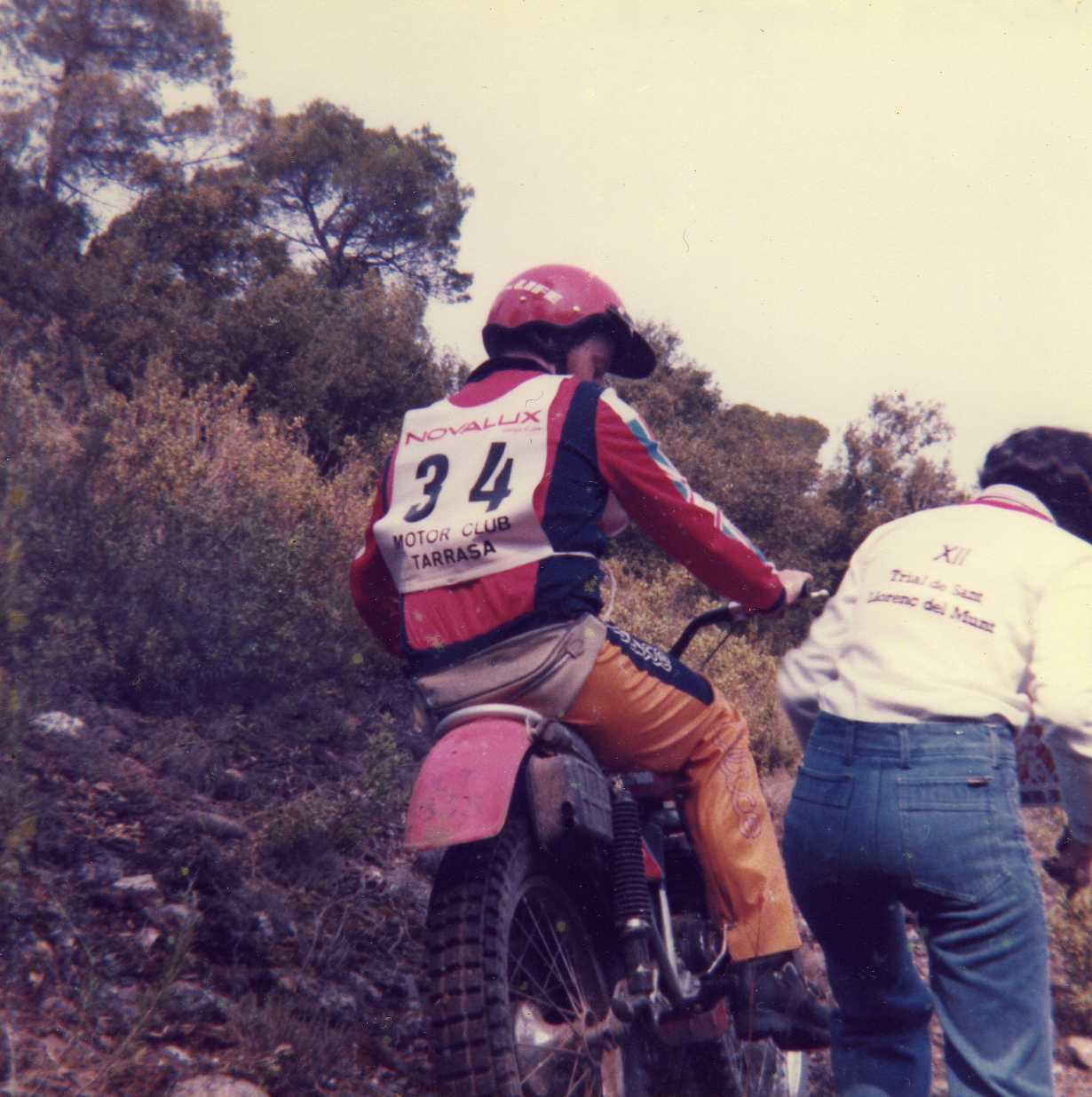
Martin Lampkin, subcampió
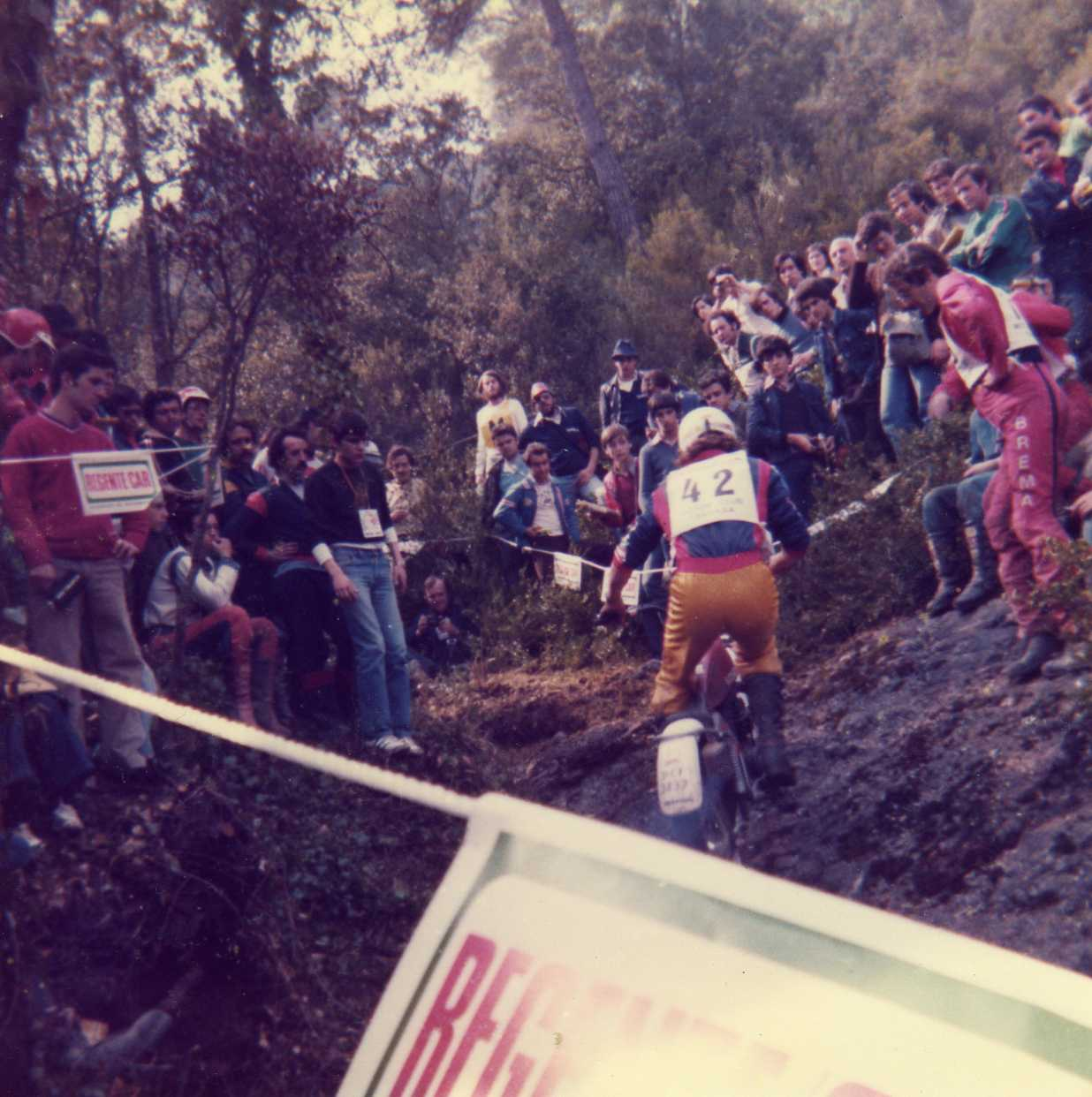
Bernie Schreiber, tercer classificat
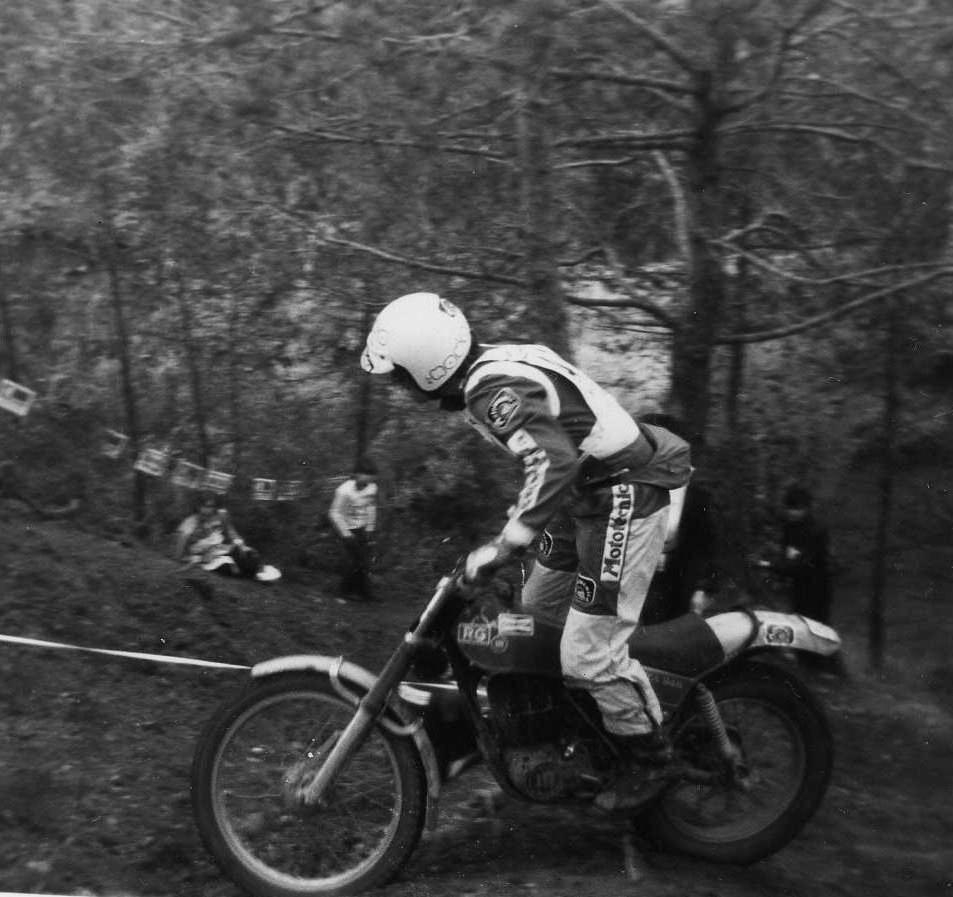
Ulf Karlson obtingué una victòria
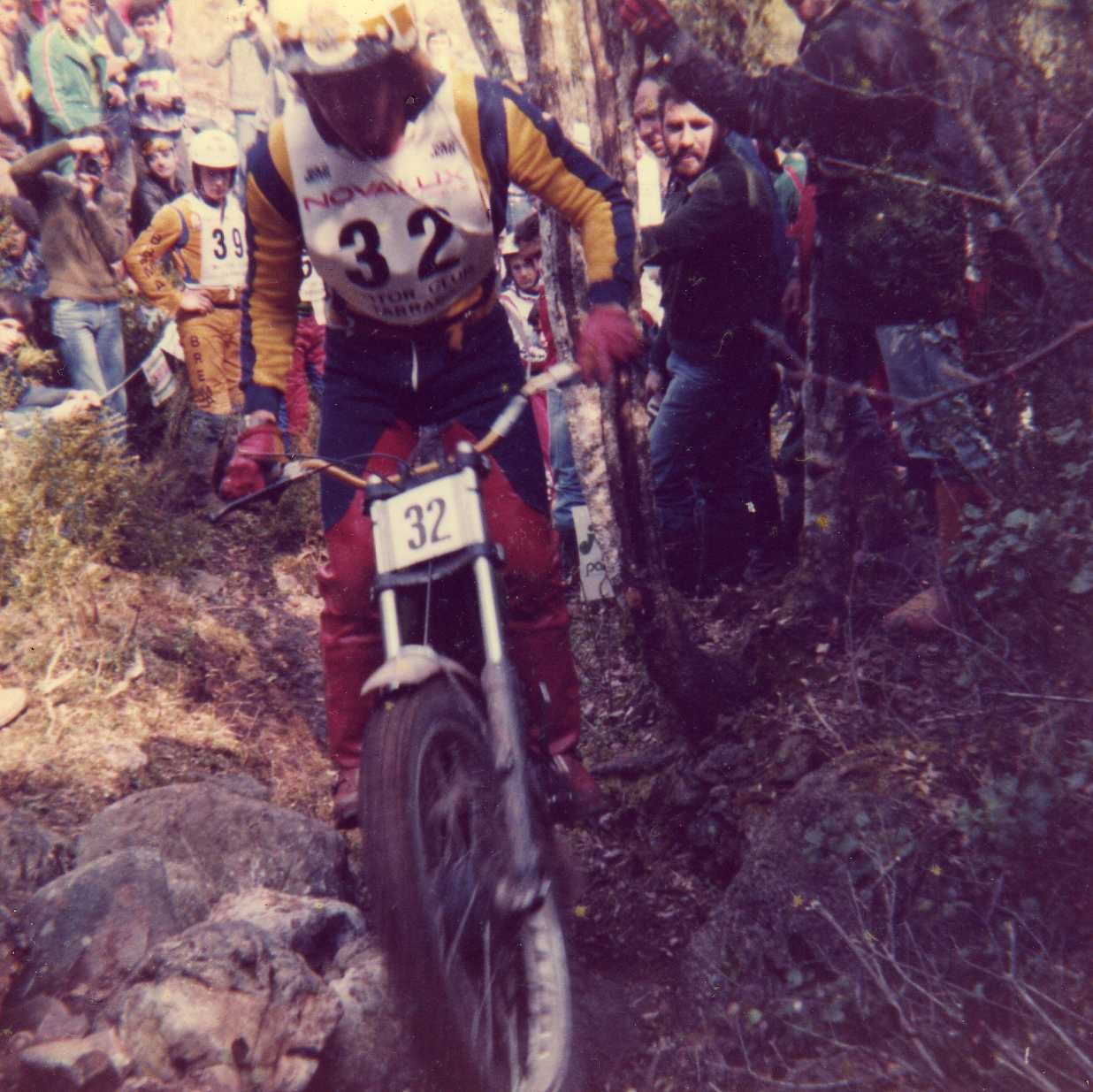
Mick Andrews tornà a OSSA i quedà 6è
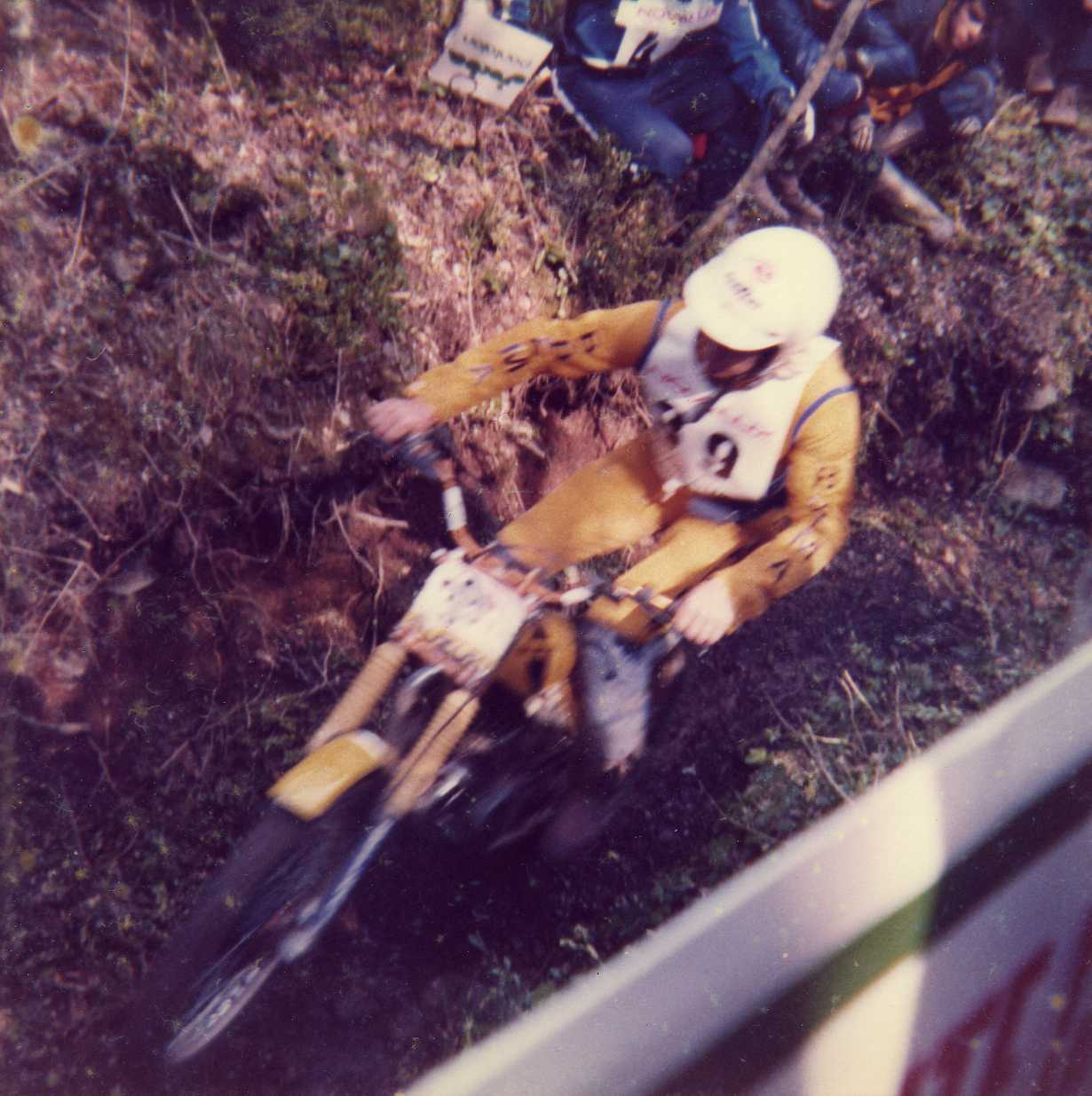
Malcolm Rathmell va fracassar amb la Suzuki
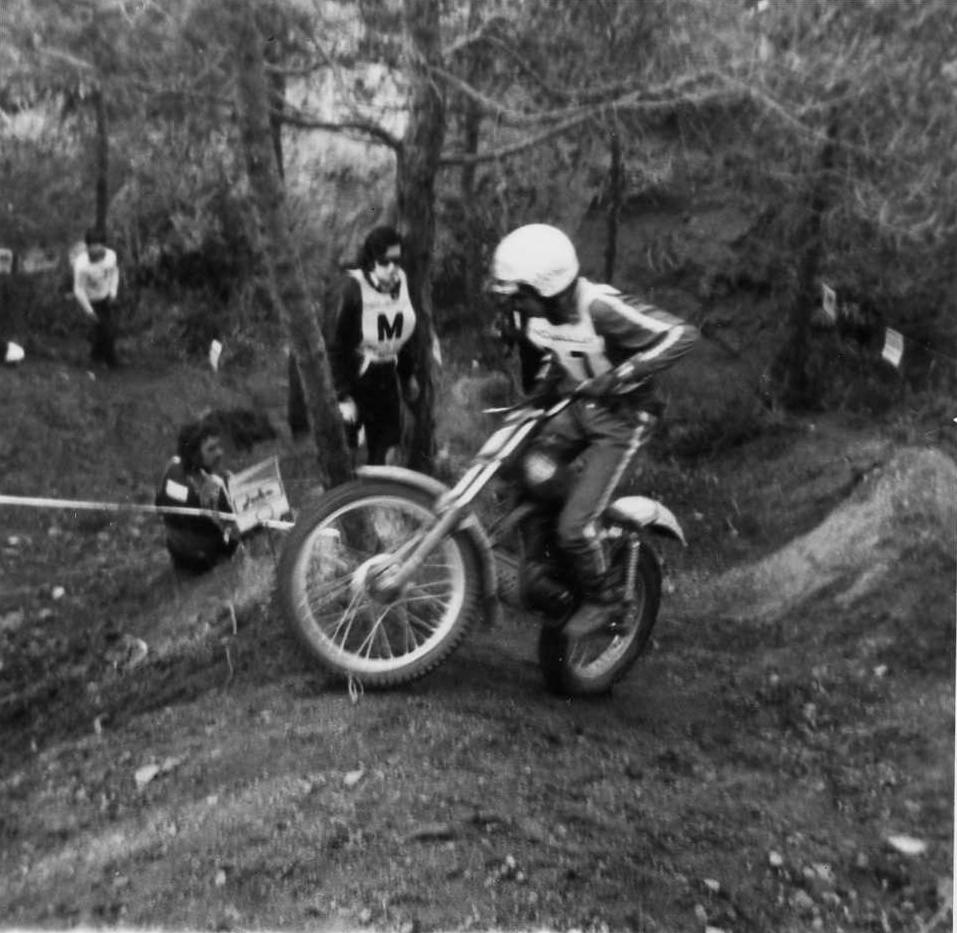
Charles Coutard va fer debutar la SWM